# Пужники
Пу́жники — село в Україні, в Тлумацькій міській громаді Івано-Франківського району Івано-Франківської області.

## Історія
Село вказане на карті Гійома Левассера де Боплана (середина XVII ст.).
У 1934—1939 роках село входило до об’єднаної сільської ґміни Хоцімєж Тлумацького повіту.
У 1939 році в селі мешкало 1920 осіб, з них 1 450 українців-греко-католиків, 300 українців-римокатоликів, 20 поляків, 130 польських колоністів міжвоєнного періоду, 20 євреїв.
Відповідно до Розпорядження Кабінету Міністрів України від 12 червня 2020 року № 714-р «Про визначення адміністративних центрів та затвердження територій територіальних громад Івано-Франківської області» увійшло до складу Тлумацької міської громади.

## Релігія
- церква Святої Великомучениці Параскеви (1894, ПЦУ, дерев'яна).